# St. Birgitta (Unterhaching)

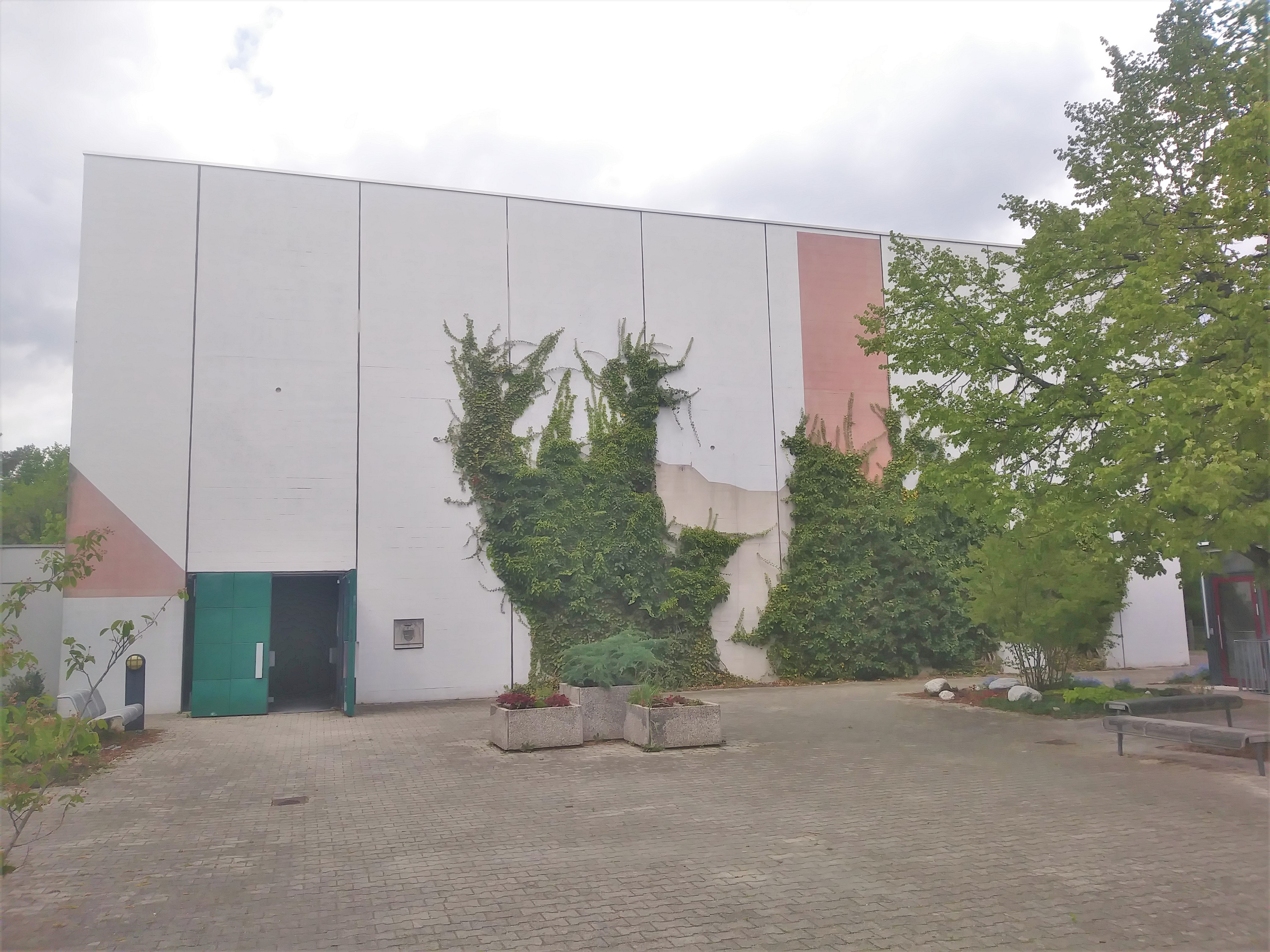
Außenansicht der turmlosen Pfarrkirche St. Birgitta

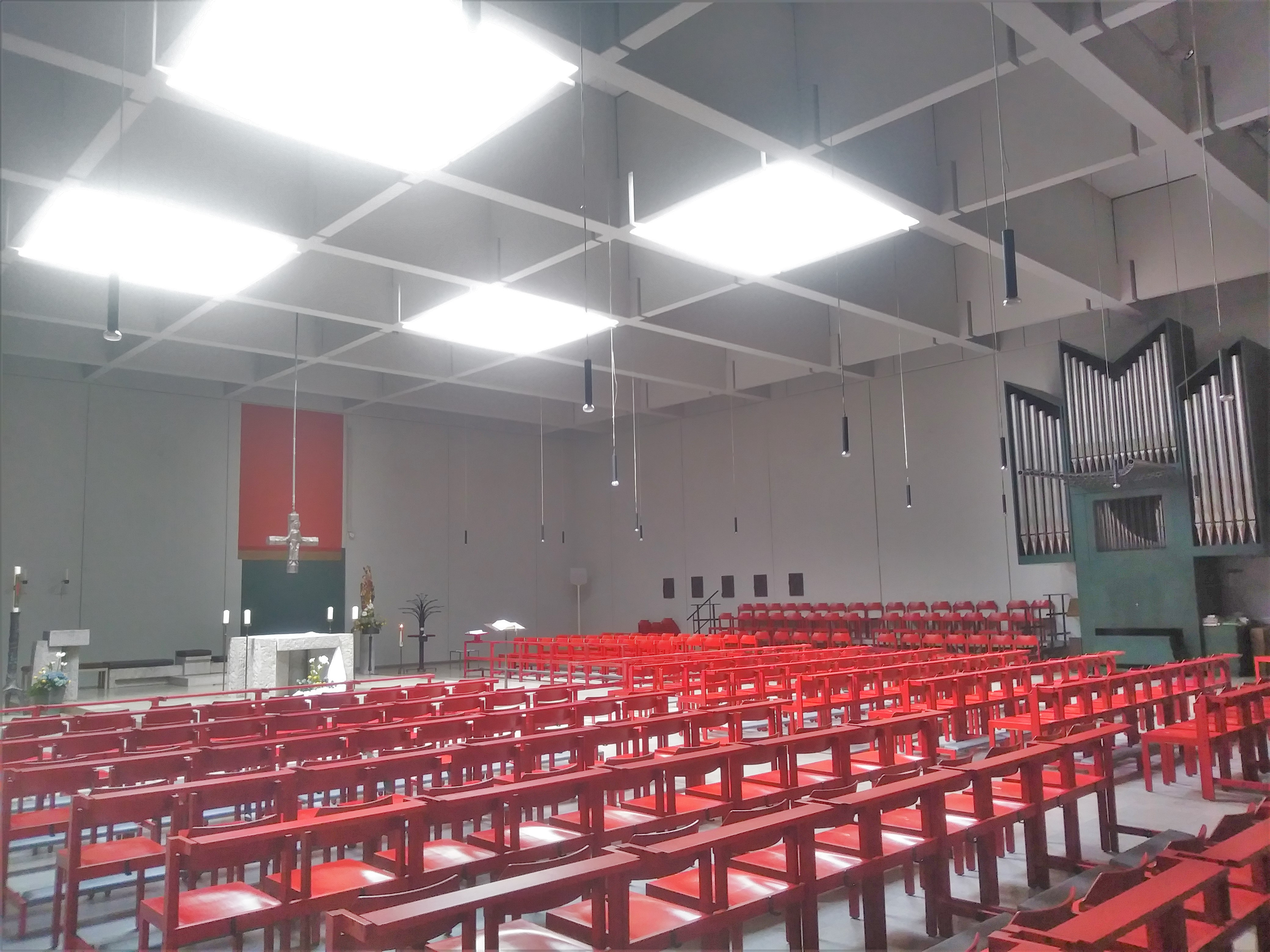
Innenraum

Die Kirche St. Birgitta ist eine römisch-katholische Pfarrkirche des Erzbistums München-Freising in Unterhaching. Sie befindet sich im Wohngebiet „Fasanenpark“ und trägt das Patrozinium der Heiligen Birgitta von Schweden.

## Geschichte
Mit dem Bau der neuen Wohnsiedlung „Fasanenpark“ im Norden Unterhachings ab 1966 wurde auch mit der Planung einer dritten katholischen Kirche im Ort begonnen. Im Jahr 1971 wurde das Kirchengebäude an der Parkstraße durch Julius Kardinal Döpfner konsekriert. Als Patrozinium wähle man die Heilige Birgitta von Schweden, auch weil die Mutterpfarrei das Patrozinium des Heiligen Alto trägt und man sich so mit der Namenswahl beider Kirchen an die Wallfahrtskirche St. Alto und Birgitta in Altomünster beziehen konnte. Für die Planung der Kirche wurde der Münchner Architekt Franz Xaver Gärtner, ein Vertreter des Brutalismus, ausgewählt.

## Baubeschreibung
Das turmloseKirchengebäude erhebt sich über einem quadratischen Grundriss und ist von der Straße aus etwas zurückversetzt. Der daraus entstehende Vorplatz wird von weiteren Gebäuden der Kirchengemeinde eingerahmt.
Der Altar befindet sich an der gegenüberliegenden Stirnwand und die einzigen Fenster sind vier große Oberlichter im Zentrum der flachen durch Betonkassetten unterteilten Decke.

## Orgel

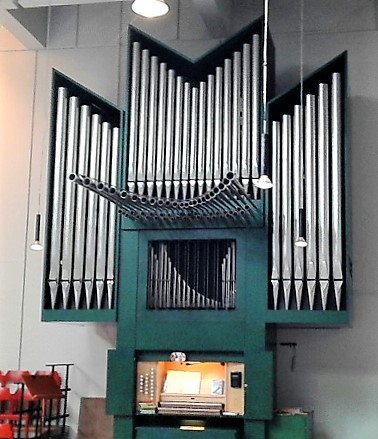
Stöberl-Orgel

Die Orgel wurde im Jahr 1975 durch die Münchner Orgelbaufirma Wilhelm Stöberl errichtet und besitzt 18 Register auf zwei Manualen und Pedal. Das Instrument ist ebenerdig an der Seitenwand der Kirche aufgestellt.
| I Hauptwerk C–g3 |                    |       |
| 1.               | Prinzipal          | 8′    |
| 2.               | Rohrflöte          | 8′    |
| 3.               | Flötoktav          | 4′    |
| 4.               | Schwegel           | 2′    |
| 5.               | Mixtur IV          | 1 ⁄3′ |
| 6.               | Spanische Trompete | 8′    |

| II Brustwerk (schwellbar) C–g3 |             |        |
| 7.                             | Holzgedackt | 8′     |
| 8.                             | Prinzipal   | 4′     |
| 9.                             | Koppelflöte | 4′     |
| 10.                            | Oktävlein   | 2′     |
| 11.                            | Terzian II  | 1 3⁄5′ |
| 12.                            | Zimbel III  | 1⁄2′   |
| 13.                            | Hautbois    | 8′     |
|                                | Tremulant   |        |

| Pedal C–f1 |                 |     |
| 14.        | Subbass         | 16′ |
| 15.        | Oktavbass       | 8′  |
| 16.        | Nachthorn       | 4′  |
| 17.        | Rauschpfeife II | 2′  |
| 18.        | Fagott          | 16′ |

- Koppeln: II/I, I/P, II/P